# Ramón Unzaga
Ramón Ignacio Unzaga Asla (* 18. Juli 1892 in Deusto; † 31. August 1923 in Cabrero) war ein spanisch-chilenischer Fußballspieler. Der Mittelfeldspieler absolvierte acht Länderspiele für Chile und gilt als einer der möglichen Erfinder des Fallrückziehers. 

## Laufbahn
Ramón Unzaga emigrierte 1906 mit seinen Eltern von Spanien und zog nach Talcahuano. Er studierte Buchhaltung am Colegio de los Padres Escolapios und fand eine Anstellung in der Buchhaltung bei den Kohleminen von Schwager, heute Stadtteil von Coronel.
Mit dem Fußballspielen begann Unzaga 1912 bei den Minas de Lota und spielte in der Auswahl Talcahuanos. Ab 1914 spielte Unzaga dann für Estrella del Mar, mit dem er die División de Honor Talcahuanos sechs Mal in Folge gewann. Im El Morro von Talcahuano soll ihm auch am 16. Januar 1914 der erste Fallrückzieher der Fußballgeschichte gelungen sein.
1917 trat er zudem der Feuerwehr von Talcahuano als Freiwilliger bei. 1923 starb Unzaga im Alter von 31 Jahren an einem Herzinfarkt.

### Nationalmannschaft
Ramón Unzaga debütierte bei der ersten Südamerikameisterschaft, dem Campeonato Sudamericano 1916, in Argentinien. Chile holte einen Punkt aus den drei Partien, bei dem der Mittelfeldspieler La Roja als Kapitän in allen drei Partien auf das Spielfeld führte. Auch beim Campeonato Sudamericano 1920 spielte Unzaga alle drei Partien für Chile. Das letzte Mal im Nationaltrikot lief Unzaga bei der 1:2-Niederlage gegen Uruguay auf. Chile wurde mit einem Punkt aus drei Spielen erneut Letzter. Insgesamt absolvierte Unzaga acht Partien für Chile.

## Erfolge
Estrella del Mar
- División de Honor (Talcahuano): 1914, 1915, 1916, 1917, 1918, 1919